# Charles Danowitz
Pour les articles homonymes, voir Besme.
Charles Danowitz (Karel Janowský z Janowicz), dit Besme, ou Bême, (Johann Karl Janowsky von Janowitz ; Jean d'Yanowitz), ainsi appelé parce qu'il était natif de Bohême, fut le principal acteur du meurtre de Gaspard II de Coligny : c'est lui qui jeta le corps de la victime par la fenêtre.
Il dut son ascension sociale à la faveur des Guise.
En 1577, alors qu'il revenait d'Espagne où l'avait envoyé le duc de Guise, il tomba entre les mains des protestants de Saintonge à Jarnac. Ayant réussi à leur échapper, il fut rejoint par le capitaine Bretauville, gouverneur du château de Bouteville, où il avait été détenu, et mourut transpercé par l'épée de celui-ci. Son corps est alors réclamé par Philippe de Volvire, marquis de Ruffec, qui commandait à Angoulême pour les catholiques, et qui le fait enterrer dans cette ville.

## Source
Cet article comprend des extraits du Dictionnaire Bouillet. Il est possible de supprimer cette indication, si le texte reflète le savoir actuel sur ce thème, si les sources sont citées, s'il satisfait aux exigences linguistiques actuelles et s'il ne contient pas de propos qui vont à l'encontre des règles de neutralité de Wikipédia.